# Martín Fernández de Córdoba
Martín Fernández de Córdoba (muerto hacia 1437) fue un noble, político y militar castellano, alcaide de los Donceles, señor de Chillón, Lucena y Espejo.

## Biografía
Hijo de Diego Fernández de Córdoba y de Inés Martínez de Castro, fue el primer miembro de la familia Fernández de Córdoba en ocupar el oficio de alcaide de los Donceles, que consiguió por cesión de su suegro, Juan Martínez de Argote, padre de María Alfonso de Argote, de quien también heredó los señoríos de Chillón, Lucena y Espejo.
Como militar, participó activamente en las luchas contra el reino nazarí de Granada, destacándose en la toma de Antequera y en otros conflictos al lado del infante Fernando. En 1415 fue nombrado representante de Castilla en el concilio de Constanza, al que debió de asistir con el collar de la Orden de la Escama, a la que no solo perteneció, sino que como alcaide de los Donceles, debió de encargarse de la formación de los caballeros de la orden. Tomó parte en los conflictos políticos del inicio del reinado de Juan II de Castilla, posicionándose en el bando de este, de los infantes de Aragón y de Álvaro de Luna, lo que le valió una plaza en el Consejo Real.
Tuvo de su primera mujer, María Alfonso de Argote, tres hijos: Diego, Gonzalo y Juan Martínez. Casó segunda vez con Beatriz de Solier, hija de Arnao de Solier, de quien tuvo otros siete hijos: Alfonso, Carlos, Pedro, Fernando, Inés, Marina y Juana. A su muerte, sus herederos tuvieron grandes disputas por sus señoríos y propiedades.